# شهر روشنایی‌های کوچک
شهر روشنایی‌های کوچک (انگلیسی: City of Tiny Lights) فیلمی در ژانر جنایی به کارگردانی پیت تراویس است که در سال ۲۰۱۶ منتشر شد. از بازیگران آن می‌توان به ریز احمد، بیلی پایپر، روشن ست، وینسنت رگان و دنی وب اشاره کرد.